# 諾伊貝格山
48°15′20″N 16°18′34″E / 48.25556°N 16.30944°E

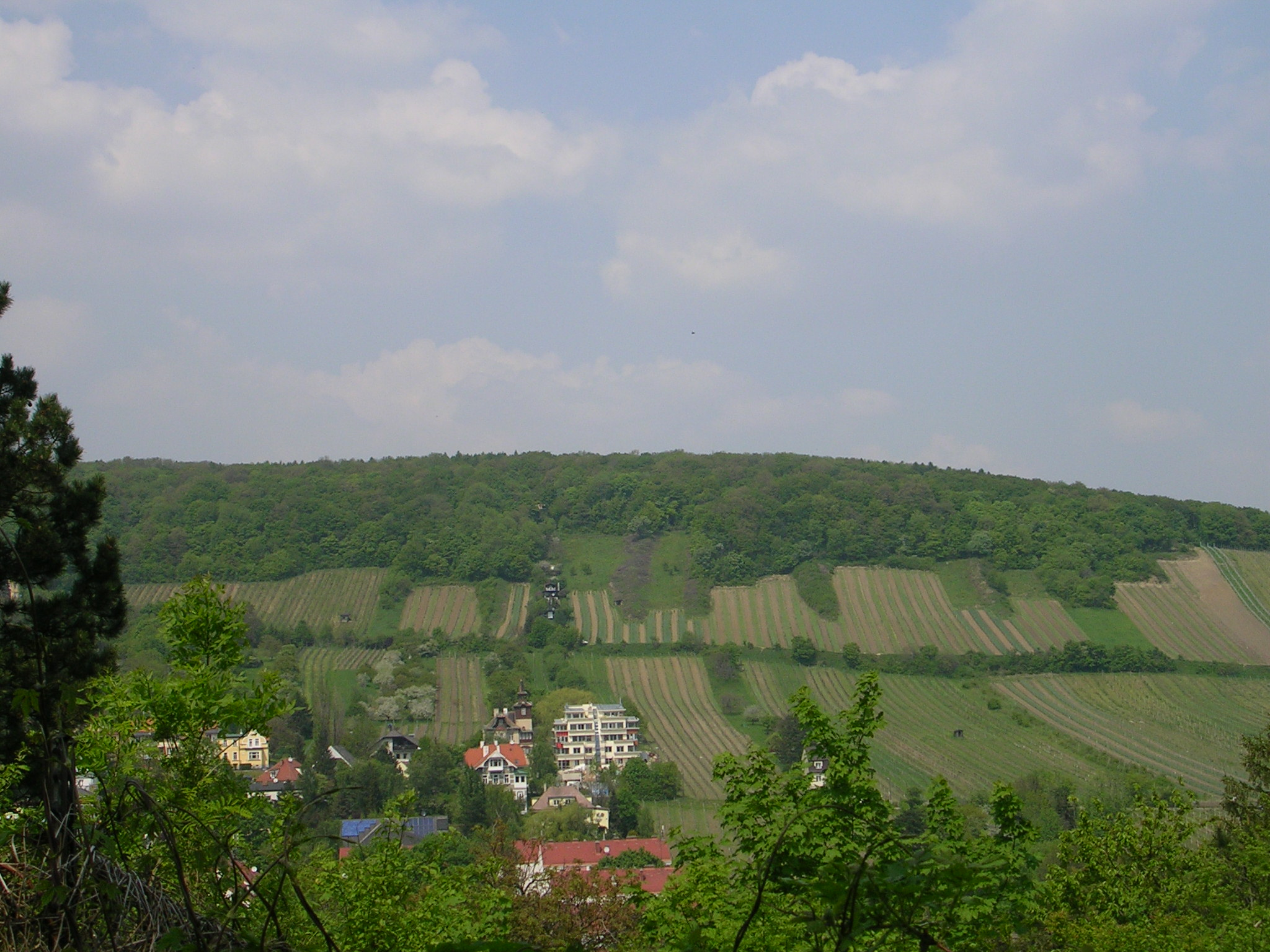

諾伊貝格山（德語：Neuberg），是奧地利的山峰，位於該國東北部，由維也納負責管轄，屬於維也納林山的一部分，海拔高度418米，山體由砂岩和泥灰岩組成。